# Donatywa
Treść tego artykułu od 2023-09 należy opracować w taki sposób, aby nie uwypuklała nadmiernie polskiej specyfiki / aby nie zawężała się tylko do polskich warunków
 Po wyeliminowaniu niedoskonałości należy usunąć szablon [[Szablon:Dopracować|]] z tego artykułu.

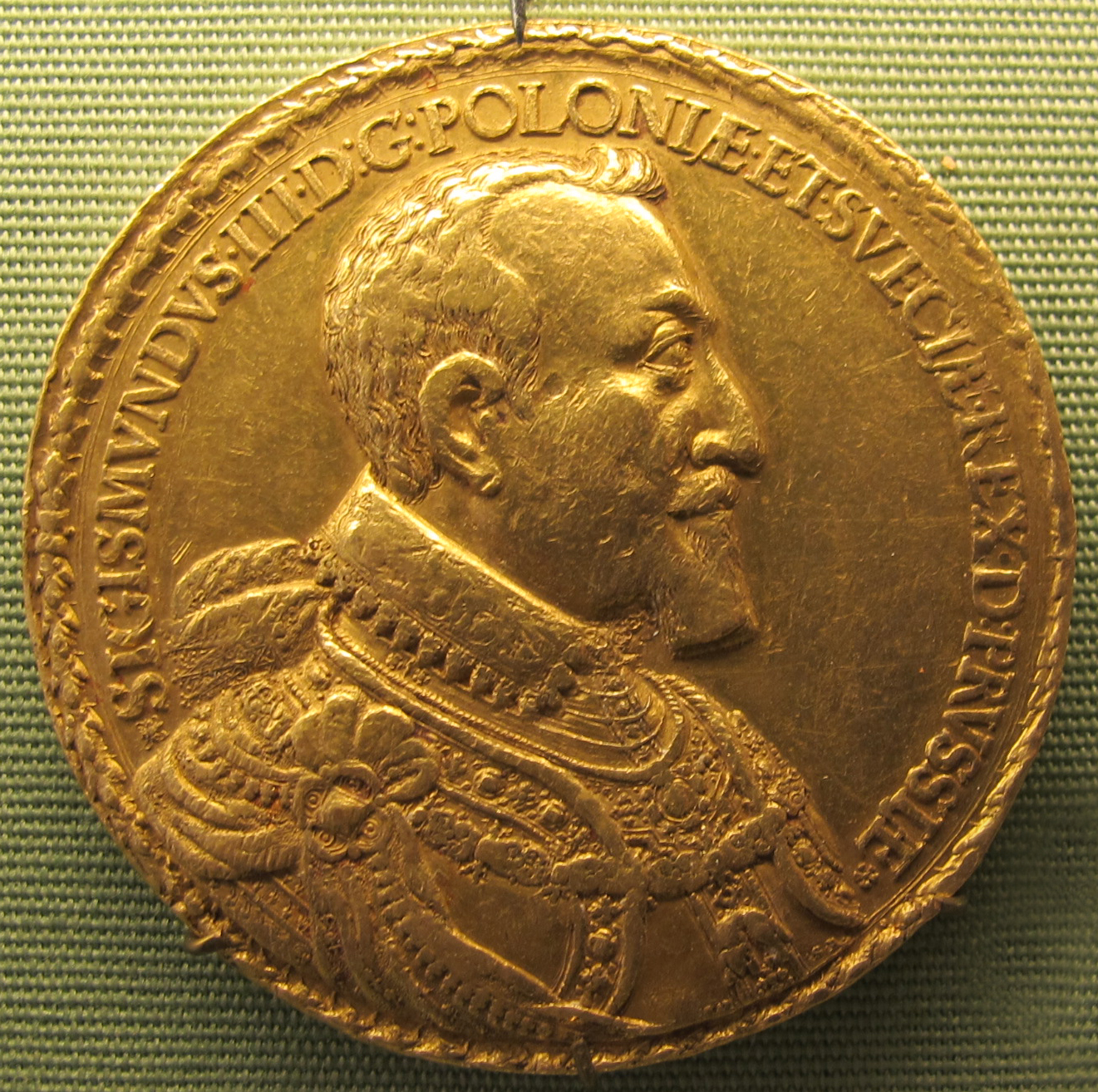
Najcenniejsza polska moneta: 100-dukatowa bydgoska donatywa dla Zygmunta III Wazy, 1621

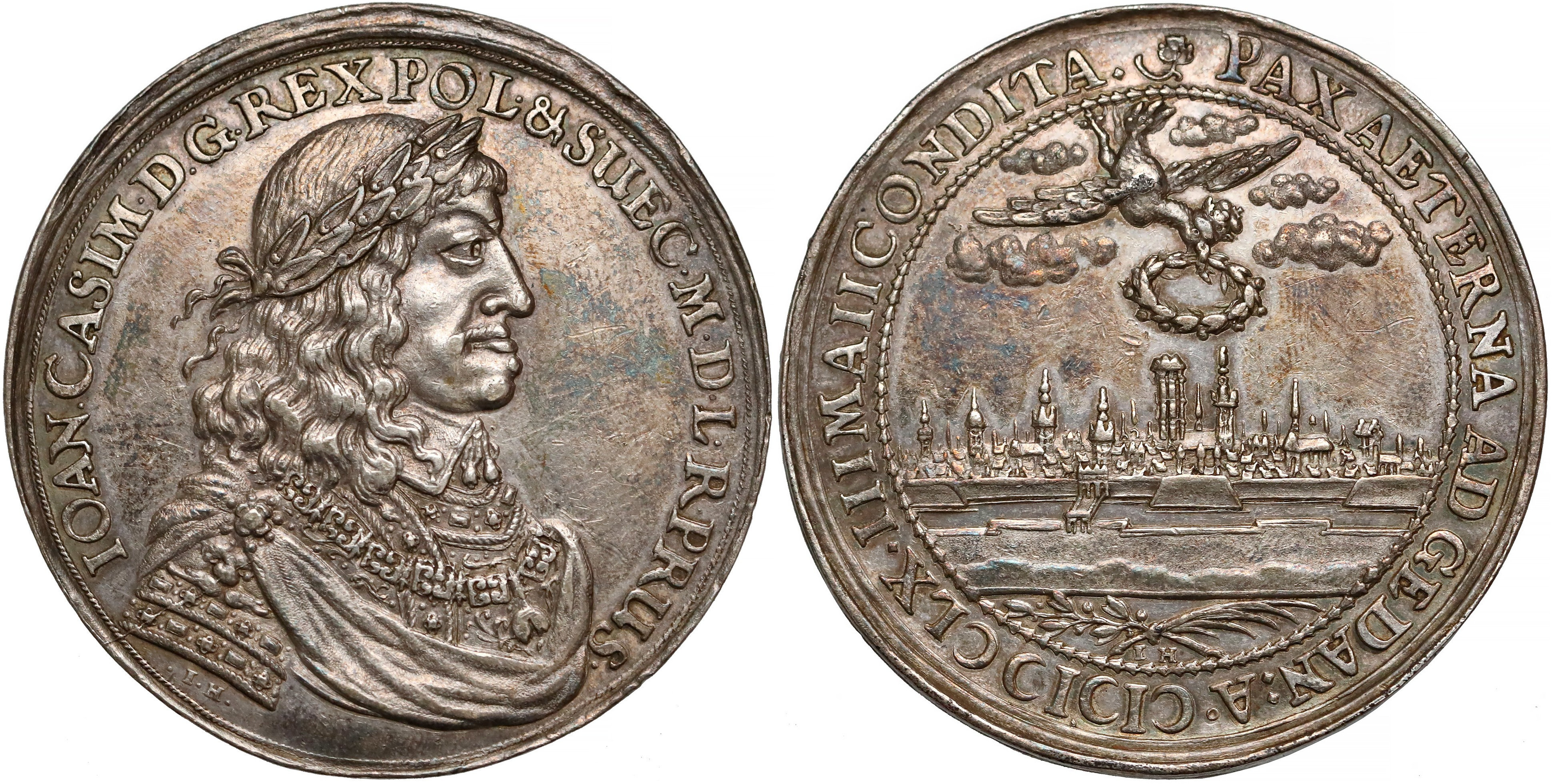
Donatywa gdańska wybita w srebrze dla Jana Kazimierza w 1660 roku

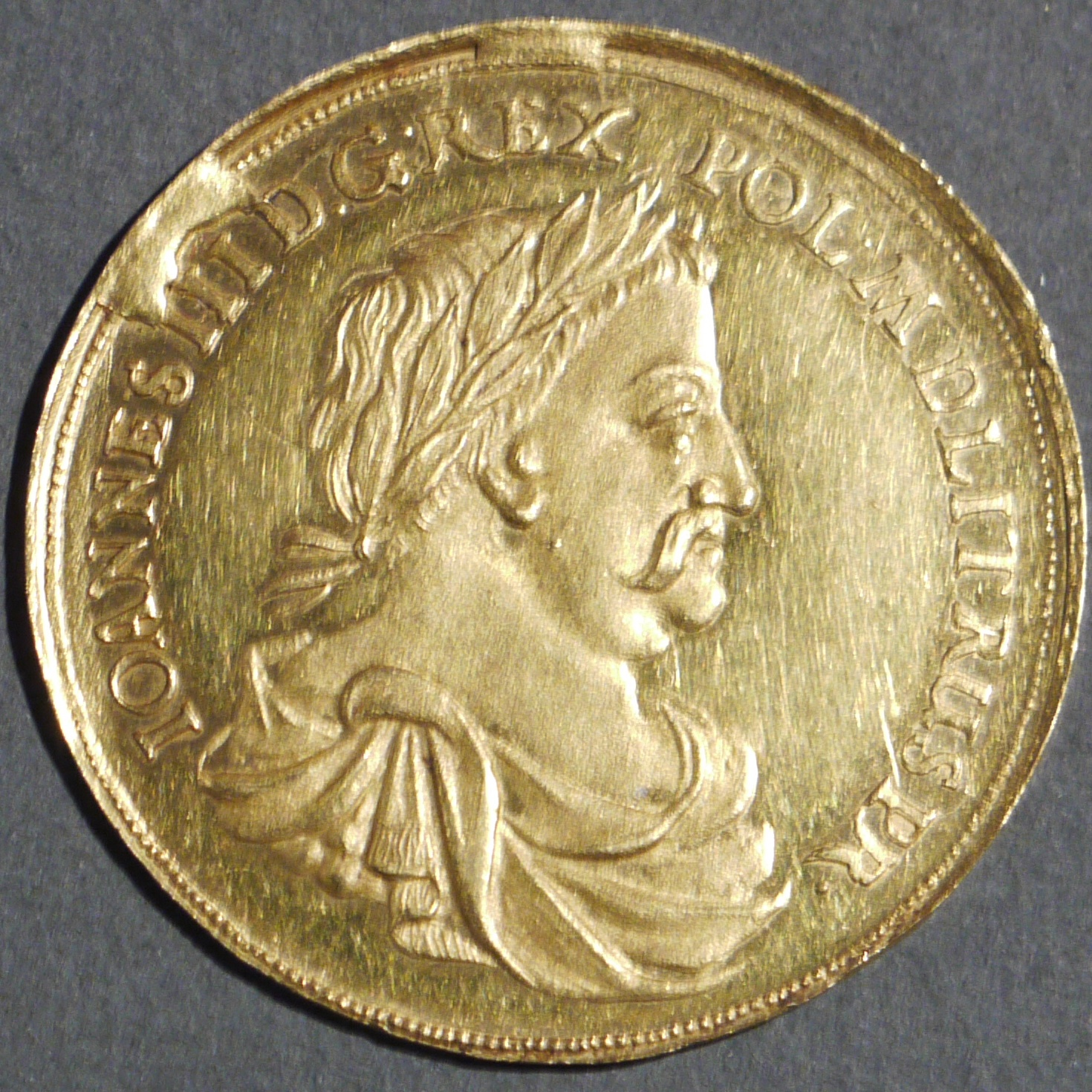
Donatywa gdańska, 5-dukatowa wybita dla Jana III Sobieskiego

Donatywa (od łac. donatio – darowizna, dar) – charakterystyczne dla Rzeczypospolitej szlacheckiej monety złote o wartości od 1,5 do nawet 100 dukatów lub srebrne o masie talara lub jego wielokrotności, bite okazjonalnie w darze dla władców i innych ważnych osobistości przez bogate miasta Prus i Inflant.

## Historia
Zwyczaj obdarowywania władców wywodzi się z Rzeszy niemieckiej, gdzie feudałowie na mocy uchwały sejmowej otrzymywali w dniu św. Jana lub na Święto Ofiarowania od lenników sumy pieniężne z przeznaczeniem na cele obronne. Po przyjęciu Prus – a potem także Inflant – do Rzeczypospolitej tamtejsze miasta kultywowały ten zwyczaj celem zjednywania łaski królewskiej.
Donatywy biły mennice miejskie w Gdańsku, Bydgoszczy, Toruniu, Elblągu i Rydze głównie z okazji wjazdów monarchów do tych miast. Od monet obiegowych różniły się tym, że na rewersie właściwie nie wyrażano nominału.
Pierwsza polska donatywa została wybita w 1552 r. przez Gdańsk dla Zygmunta II Augusta z okazji jego 8-dniowego pobytu w mieście wraz z dworem.
Złota 100-dukatowa donatywa wybita w 1621 w mennicy bydgoskiej autorstwa gdańskiego medaliera Samuela Ammona – najprawdopodobniej dla upamiętnienia zwycięstwa hetmana Chodkiewicza w bitwie chocimskiej – uchodzi za najdroższą monetę polską. Jeden z 6 zachowanych egzemplarzy w 2018 został sprzedany na aukcji w USA za 2,16 mln USD, co czyniło ją wówczas 5. lub 6. najdrożej wycenianą monetą na świecie.
Z czasem utrwalił się dla tych monet charakterystyczny wzór. Na awersie znajduje się popiersie panującego otoczone napisem zawierającym imię i tytuły monarchy. Na rewersie herb miejski, a od czasów Władysława IV widok miasta i łaciński napis brzmiący po polsku: „Z czystego złota miasto (tu nazwa) kazało wykonać”. Ostatnie koronne donatywy wybito dla Jana Sobieskiego. Od innych monet donatywy różni szczególna staranność wykonania. Do ich projektowania zatrudniano znanych artystów i medalierów, np. w Gdańsku Sebastiana Dadlera czy wspomnianego Samuela Ammona.